# Paladilhiopsis
Paladilhiopsis is een geslacht van weekdieren uit de klasse van de Gastropoda (slakken).

## Soorten
- Paladilhiopsis prezensis A. Reischütz, N. Steiner-Reischütz & P. L. Reischütz, 2016
- Paladilhiopsis robiciana (Clessin, 1882)